# Meliboeus coraeboides
Meliboeus coraeboides es una especie de escarabajo del género Meliboeus, familia Buprestidae. Fue descrita científicamente por Kerremans en 1892.